# Roeselia discisignata
Roeselia discisignata är en fjärilsart som beskrevs av George Francis Hampson 1896. Roeselia discisignata ingår i släktet Roeselia och familjen trågspinnare. Inga underarter finns listade.